# L'Isle-Bouzon
L'Isle-Bouzon is een gemeente in het Franse departement Gers (regio Occitanie) en telt 249 inwoners (1999). De plaats maakt deel uit van het arrondissement Condom.

## Geografie
De oppervlakte van L'Isle-Bouzon bedraagt 16,4 km², de bevolkingsdichtheid is 15,2 inwoners per km².

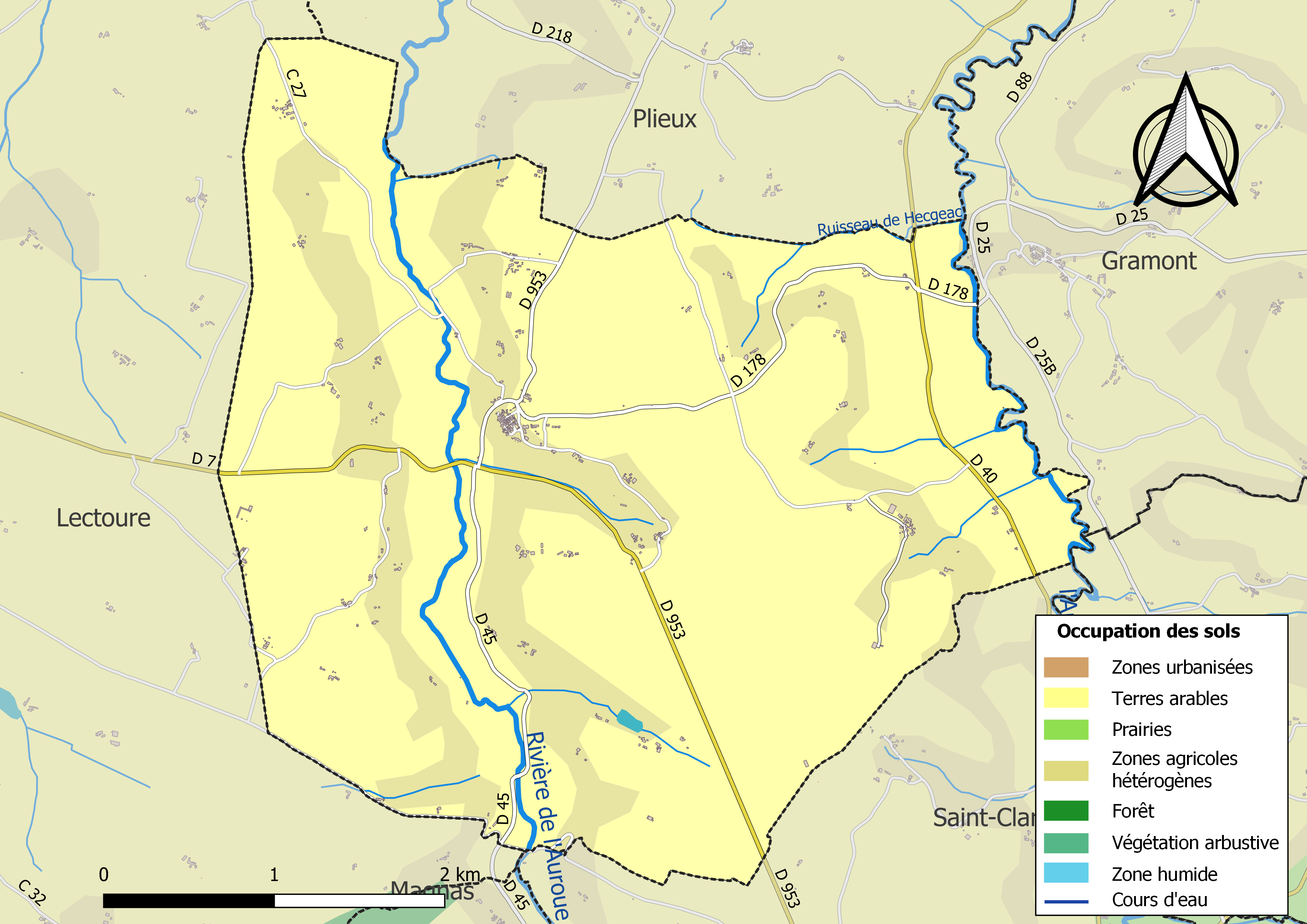
Kaart van de gemeente met omgeving, infrastructuur en bodemgebruik

## Demografie
Onderstaande figuur toont het verloop van het inwonertal (bron: INSEE-tellingen).